# International Clarinet Association
L' International Clarinet Association est une des principales organisations internationales regroupant les musiciens jouant de la clarinette. Elle est basée à Columbus, Ohio, aux États-Unis. L'ICA publie The Clarinet, un journal trimestriel. Elle organise un festival annuel connu sous le nom de ClarinetFest, soutient une bibliothèque de recherche et une collection de partitions, et par d'autres moyens fait progresser l'étude internationale de la clarinette,.

## Histoire
L' International Clarinet Association a vu le jour en 1964, lorsque l'Université de Denver a demandé et financé des conférences nationales pour marquer l'année de son centenaire. Le professeur de clarinette Ralph Strouf a organisé la logistique tandis que son professeur et mentor, Keith Stein, a assuré la direction artistique de la première National Clarinet Clinic, une conférence de cinq jours. Strouf a organisé les conférences annuelles suivantes jusqu'à ce qu'il quitte l'université de Denver en 1967. Le clarinettiste Ramon Kireilis a repris le poste de professeur et la National Clarinet Clinic.
En 1973, Kireilis a créé la Société internationale de clarinette avec des participants de la National Clarinet Clinic, dont il est devenu le premier président. L'organisation rédige une déclaration de mission, forme des responsables et des comités, et commence à publier le journal trimestriel The Clarinet.
En 1988, la Société internationale de clarinette a fusionné avec ClariNetwork International. La première organisation se concentre principalement sur les clarinettistes universitaires, tandis que la seconde se concentre sur les interprètes professionnels. En 1991, l'organisation est rebaptisée International Clarinet Association.

## Activités de l'organisation
La National Clarinet Clinic est devenu l' International Clarinet Clinic, qui a été renommé International Clarinet Congress, puis International Clarinet Conference, et plus tard transformé en ClarFest, puis ClarinetFest.
L'ICA organise plusieurs concours : composition, lycée, audition d'orchestre, recherche et jeune artiste.
Après la mort du troisième président de la Société, Jerry Pierce, en 1994, l' International Clarinet Association a acheté sa vaste bibliothèque de partitions de clarinette, qui constitue désormais une grande partie du Centre de recherche de l'ICA à l'Université du Maryland. Plus de 6 000 partitions sont disponibles pour les membres de l'ACI et les membres de la communauté de l'Université du Maryland. La bibliothèque de recherche de l'ICA contient également les archives de Jerry Pierce et de Daniel Bonade.